# Le Coudray-Macouard
Le Coudray-Macouard est une commune française située dans le département de Maine-et-Loire, en région Pays de la Loire.

## Géographie
Le Coudray-Macouard s'étend sur 13,40 km2 (1 340 hectares) et son altitude varie de 27 à 67 mètres

### Localisation
Commune angevine du plateau du Saumurois, Le Coudray-Macouard se situe dans le sud-est du département de Maine-et-Loire, entre Saumur, 8 km au nord et Thouars, 25 km au sud.
Le village se trouve au nord de la commune, sur la route D 162, Courchamps - Saint-Cyr-en Bourg, sur un coteau qui domine le Thouet.

### Climat
Pour des articles plus généraux, voir Climat des Pays de la Loire et Climat de Maine-et-Loire.
En 2010, le climat de la commune est de type climat océanique dégradé des plaines du Centre et du Nord, selon une étude du CNRS s'appuyant sur une série de données couvrant la période 1971-2000. En 2020, Météo-France publie une typologie des climats de la France métropolitaine dans laquelle la commune est exposée à un climat océanique et est dans la région climatique Moyenne vallée de la Loire, caractérisée par une bonne insolation (1 850 h/an) et un été peu pluvieux.
Pour la période 1971-2000, la température annuelle moyenne est de 11,8 °C, avec une amplitude thermique annuelle de 14,4 °C. Le cumul annuel moyen de précipitations est de 617 mm, avec 11,1 jours de précipitations en janvier et 6,1 jours en juillet. Pour la période 1991-2020, la température moyenne annuelle observée sur la station météorologique de Météo-France la plus proche, « Mont-Bellay-Inra », sur la commune de Montreuil-Bellay à 8 km à vol d'oiseau, est de 12,8 °C et le cumul annuel moyen de précipitations est de 616,3 mm,. Pour l'avenir, les paramètres climatiques de la commune estimés pour 2050 selon différents scénarios d'émission de gaz à effet de serre sont consultables sur un site dédié publié par Météo-France en novembre 2022.

### Hydrologie
Le Coudray-Macouard est bordé par le Thouet, un affluent en rive gauche de la Loire, qui marque la limite sud-est de la commune. Celle-ci n'est arrosée que par deux ruisseaux notables, affluents du Thouet en rive gauche: le ruisseau de la Fontaine-des-Ermites et le ruisseau de la Gravelle. Celui-ci  traverse la commune d'ouest en est, marquant à l'ouest une partie de la limite avec la commune de Courchamps.

## Urbanisme

### Typologie
Au 1er janvier 2024, Le Coudray-Macouard est catégorisée commune rurale à habitat dispersé, selon la nouvelle grille communale de densité à sept niveaux définie par l'Insee en 2022.
Elle est située hors unité urbaine. Par ailleurs la commune fait partie de l'aire d'attraction de Saumur, dont elle est une commune de la couronne,. Cette aire, qui regroupe 31 communes, est catégorisée dans les aires de 50 000 à moins de 200 000 habitants,.

### Occupation des sols
L'occupation des sols de la commune, telle qu'elle ressort de la base de données européenne d’occupation biophysique des sols Corine Land Cover (CLC), est marquée par l'importance des territoires agricoles (78,6 % en 2018), en diminution par rapport à 1990 (83,7 %). La répartition détaillée en 2018 est la suivante : 
zones agricoles hétérogènes (32,2 %), terres arables (28,4 %), prairies (13,4 %), forêts (12,8 %), zones urbanisées (7 %), cultures permanentes (4,6 %), zones industrielles ou commerciales et réseaux de communication (1,7 %). L'évolution de l’occupation des sols de la commune et de ses infrastructures peut être observée sur les différentes représentations cartographiques du territoire : la carte de Cassini (XVIIIe siècle), la carte d'état-major (1820-1866) et les cartes ou photos aériennes de l'IGN pour la période actuelle (1950 à aujourd'hui).

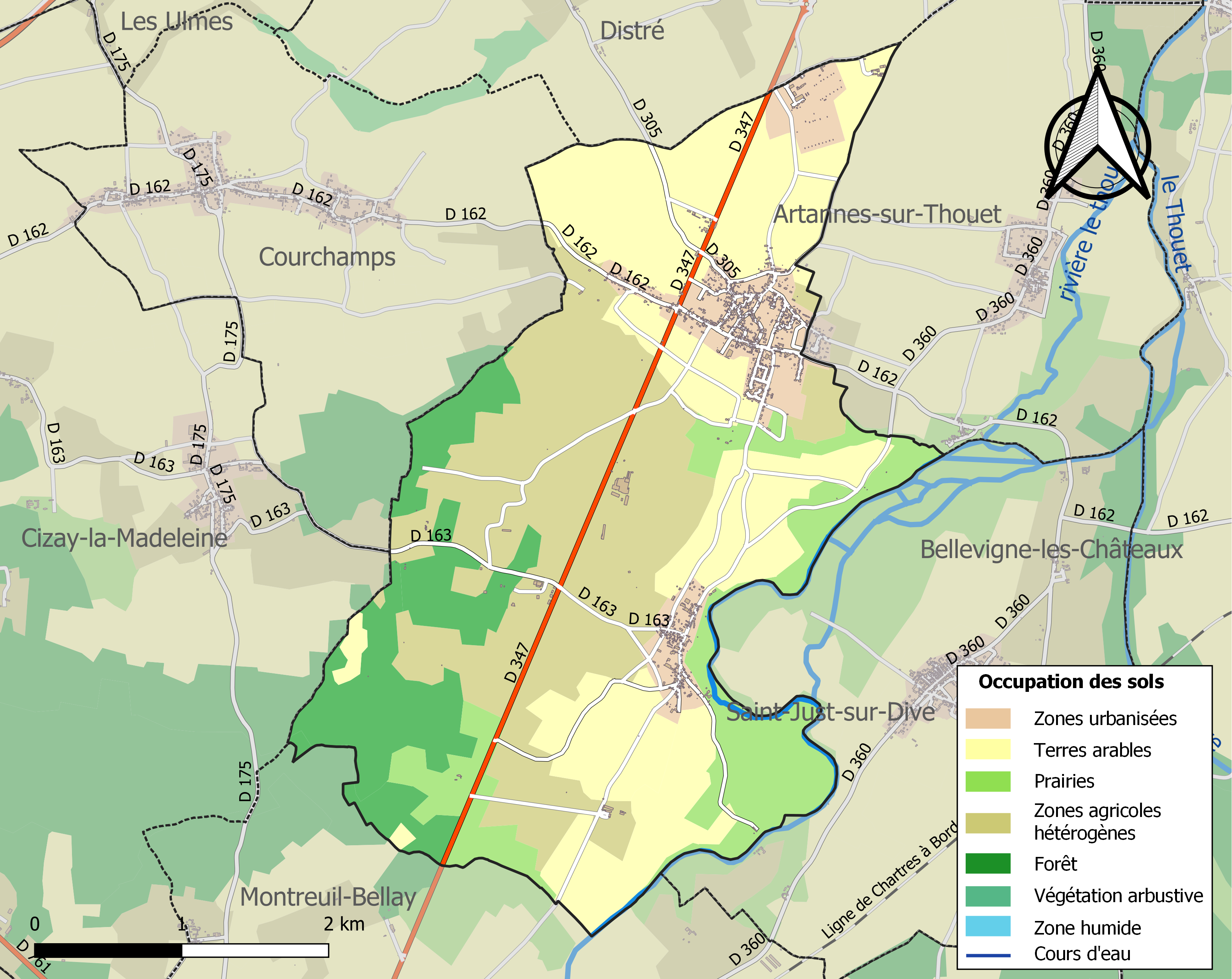
Carte des infrastructures et de l'occupation des sols de la commune en 2018 (CLC).

## Toponymie
De alodo... nomine Sainiaco, un pago Andegavensi en 986, De parochia Signiensi, quam modo Coldreium vocant en 1138, La terre de Codrey en 1259.

## Histoire
Pendant la Première Guerre mondiale, 30 habitants perdent la vie. Lors de la Seconde Guerre mondiale, trois habitants sont tués, et un couple juif parisien, installé dans le village pour sa retraite, Jeanne et Lucien Haas, est déporté à Auschwitz où ils seront déclarés morts à leur arrivée,.

## Politique et administration

### Administration municipale
| Période                                  | Période                   | Identité                        | Étiquette | Qualité                                                             |
| ---------------------------------------- | ------------------------- | ------------------------------- | --------- | ------------------------------------------------------------------- |
| an VIII                                  |                           | Guillaume-Gabriel-Marie Dubault |           | ancien conseiller du roi et receveur des tailles à Tours            |
| 1813                                     | 1828                      | Louis-Armand Mesnet de La Cour  |           |                                                                     |
| 1828                                     | 1832                      | Philibert Becquet               |           |                                                                     |
| 1832                                     | 1833                      | Louis Foucher                   |           |                                                                     |
| 1834                                     | 1881                      | Louis Dubault                   |           | Président du comice agricole et de la société des courses de Saumur |
| 1881                                     | 1890                      | Louis Étienne Foucher           |           |                                                                     |
| 1890                                     | 1906                      | Victor Ducamp                   |           |                                                                     |
| 1906                                     | 1945                      | André Ducamp                    |           |                                                                     |
| 1945                                     | 1947                      | Arthur Remondeau                |           |                                                                     |
| 1947                                     | 1971                      | Louis Ducamp                    |           |                                                                     |
| 1971                                     | 1977                      | Manoël Braibant                 |           |                                                                     |
| 1977                                     | 1996                      | Jacqueline Bernard              |           |                                                                     |
| 1996                                     | mars 2014                 | Yves Vigouroux                  |           | Directeur d'agence bancaire retraité                                |
| mars 2014                                | novembre 2015             | Alain Brouard                   |           | Cadre retraité de la Chambre des métiers                            |
| novembre 2015                            | mai 2020                  | Françoise Auvinet               |           | Retraitée de l’Éducation nationale                                  |
| mai 2020                                 | En cours (au 29 mai 2020) | Gérard Police                   |           |                                                                     |
| Les données manquantes sont à compléter. |                           |                                 |           |                                                                     |

### Intercommunalité
La commune est membre de la communauté d'agglomération Saumur Val de Loire.

## Population et société

### Démographie

#### Évolution démographique
L'évolution du nombre d'habitants est connue à travers les recensements de la population effectués dans la commune depuis 1793. Pour les communes de moins de 10 000 habitants, une enquête de recensement portant sur toute la population est réalisée tous les cinq ans, les populations de référence des années intermédiaires étant quant à elles estimées par interpolation ou extrapolation. Pour la commune, le premier recensement exhaustif entrant dans le cadre du nouveau dispositif a été réalisé en 2007.

En 2022, la commune comptait 935 habitants, en évolution de +1,96 % par rapport à 2016 (Maine-et-Loire : +2,12 %, France hors Mayotte : +2,11 %).
| 1793 | 1800 | 1806 | 1821 | 1831 | 1836 | 1841 | 1846 | 1851 |
| ---- | ---- | ---- | ---- | ---- | ---- | ---- | ---- | ---- |
| 619  | 891  | 871  | 860  | 925  | 763  | 853  | 751  | 843  |

| 1856 | 1861 | 1866 | 1872 | 1876 | 1881 | 1886 | 1891 | 1896 |
| ---- | ---- | ---- | ---- | ---- | ---- | ---- | ---- | ---- |
| 814  | 809  | 799  | 824  | 790  | 730  | 731  | 711  | 703  |

| 1901 | 1906 | 1911 | 1921 | 1926 | 1931 | 1936 | 1946 | 1954 |
| ---- | ---- | ---- | ---- | ---- | ---- | ---- | ---- | ---- |
| 707  | 692  | 656  | 581  | 637  | 600  | 559  | 636  | 636  |

| 1962 | 1968 | 1975 | 1982 | 1990 | 1999 | 2006 | 2007 | 2012 |
| ---- | ---- | ---- | ---- | ---- | ---- | ---- | ---- | ---- |
| 654  | 673  | 699  | 829  | 956  | 865  | 869  | 870  | 911  |

| 2017 | 2022 | - | - | - | - | - | - | - |
| ---- | ---- | - | - | - | - | - | - | - |
| 923  | 935  | - | - | - | - | - | - | - |

#### Pyramide des âges
La population de la commune est relativement jeune.
En 2018, le taux de personnes d'un âge inférieur à 30 ans s'élève à 33,7 %, soit en dessous de la moyenne départementale (37,2 %). À l'inverse, le taux de personnes d'âge supérieur à 60 ans est de 28,4 % la même année, alors qu'il est de 25,6 % au niveau départemental.
En 2018, la commune comptait 463 hommes pour 472 femmes, soit un taux de 50,48 % de femmes, légèrement inférieur au taux départemental (51,37 %).
Les pyramides des âges de la commune et du département s'établissent comme suit.
| Hommes | Classe d’âge | Femmes |
| ------ | ------------ | ------ |
| 1,3    | 90 ou +      | 2,8    |
| 6,9    | 75-89 ans    | 7,9    |
| 18,7   | 60-74 ans    | 19,4   |
| 21,4   | 45-59 ans    | 22,3   |
| 16,3   | 30-44 ans    | 15,8   |
| 14,7   | 15-29 ans    | 12,3   |
| 20,7   | 0-14 ans     | 19,7   |

| Hommes | Classe d’âge | Femmes |
| ------ | ------------ | ------ |
| 0,9    | 90 ou +      | 2,1    |
| 7      | 75-89 ans    | 9,5    |
| 16,2   | 60-74 ans    | 16,9   |
| 19,4   | 45-59 ans    | 18,7   |
| 18,2   | 30-44 ans    | 17,5   |
| 18,8   | 15-29 ans    | 17,6   |
| 19,5   | 0-14 ans     | 17,6   |

## Économie
Sur 79 établissements présents sur la commune à fin 2010, 24 % relèvent du secteur de l'agriculture (pour une moyenne de 17 % sur le département), 10 % du secteur de l'industrie, 13 % du secteur de la construction, 41 % de celui du commerce et des services et 13 % du secteur de l'administration et de la santé. Cinq ans plus tard, en 2015, sur les 78 établissements présents, 17 % relèvent du secteur de l'agriculture (pour une moyenne de 11 % sur le département), 8 % du secteur de l'industrie, 9 % de celui de la construction, 51 % du secteur du commerce et des services et 15 % de celui de l'administration et de la santé.

## Culture locale et patrimoine

### Lieux et monuments
- Commanderie d'Hospitaliers de Saint-Jean-de-Jérusalem Saint-Jean[32].
- Demeures de Beaulieu[33], dite le Chapitre ou Mairie de Bron[34], Bel Abord[35].
- Église Notre-Dame[36].
- Manoirs Beaulieu[37], Beauregard[38], du Four à Ban[39], Louzy[40], dit Maison-Hacault[41], de la Prouterie[42], de Puits-Venier[43], de Tire-Mouche[44].
- Moulin de Bron[45].
- Ensemble fortifié Notre-Dame dit la Seigneurie du Bois[46].
- Bassin à portes marinières de Bron (Archéo-écluse)[47].

### Personnalités liées à la commune
- Louis-Jean-Nicolas-Charles Foucher (28 avril 1769, Saumur - 25 octobre 1838), Le Coudray-Macouard), homme politique.
- Charles Gabeau (1831-1918), né sur la commune, interprète et écrivain français[48].